# Christuskirche (Eutritzsch)

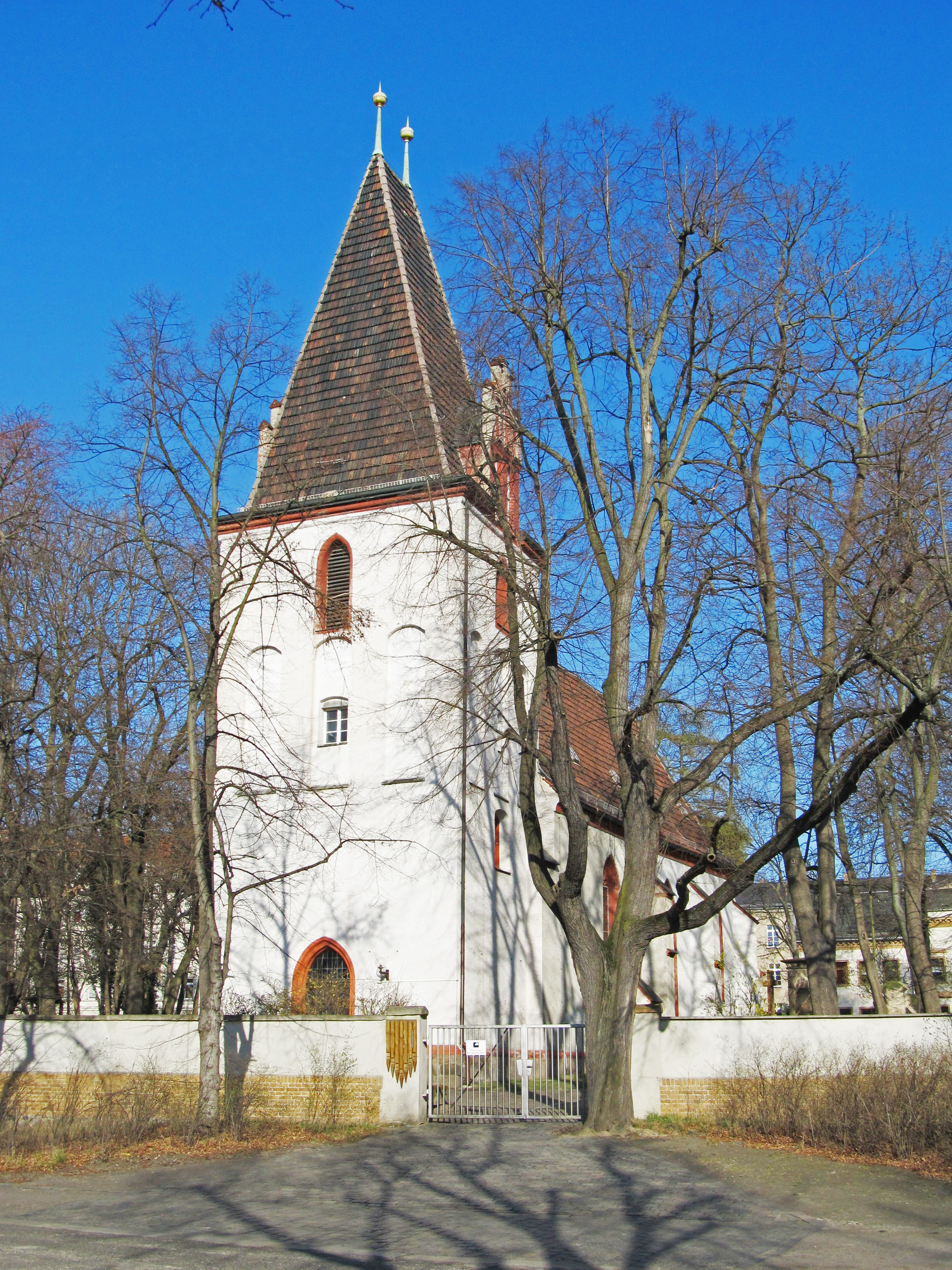
Christuskirche Eutritzsch (2012)

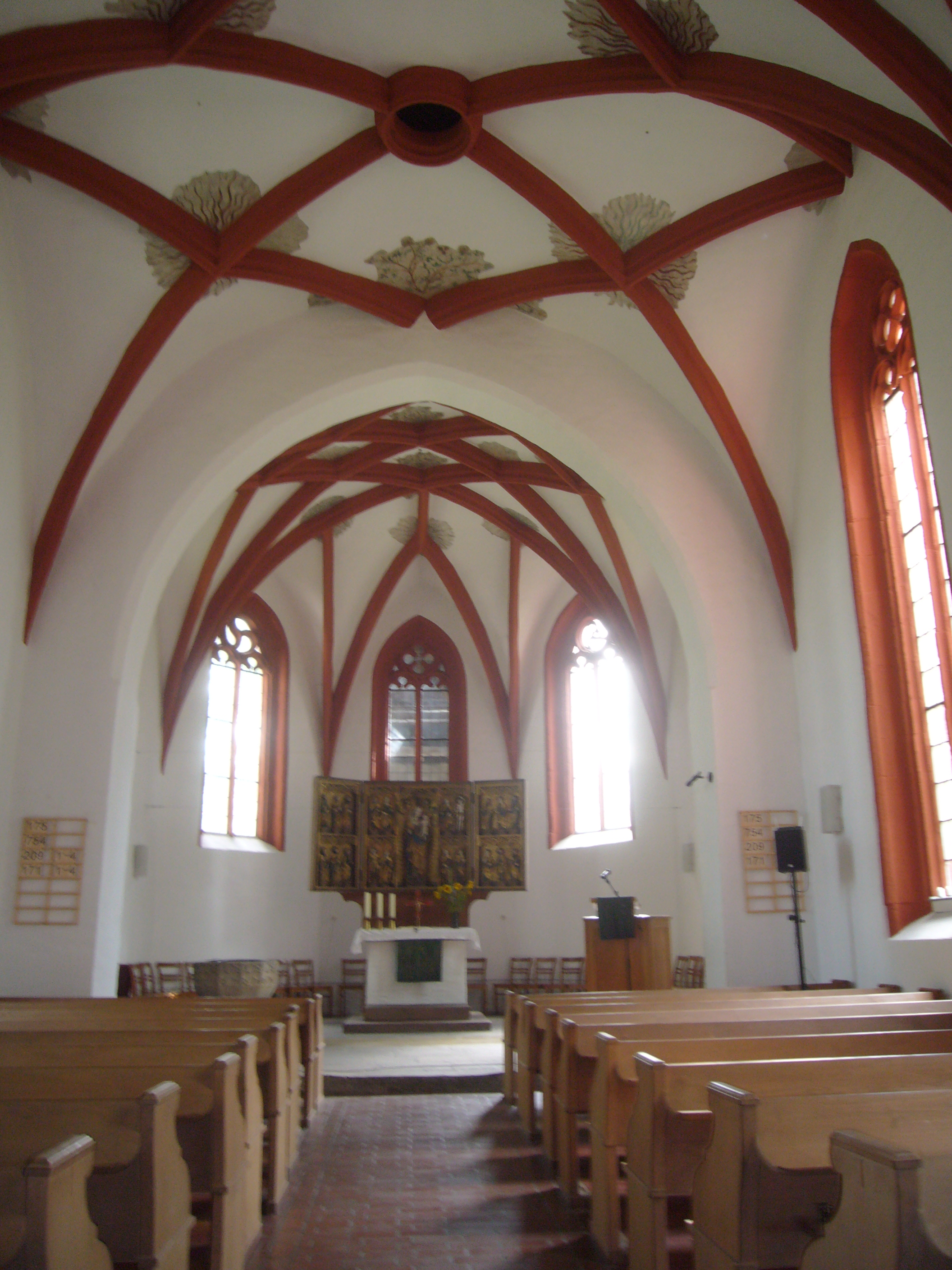
Innenansicht (2010)

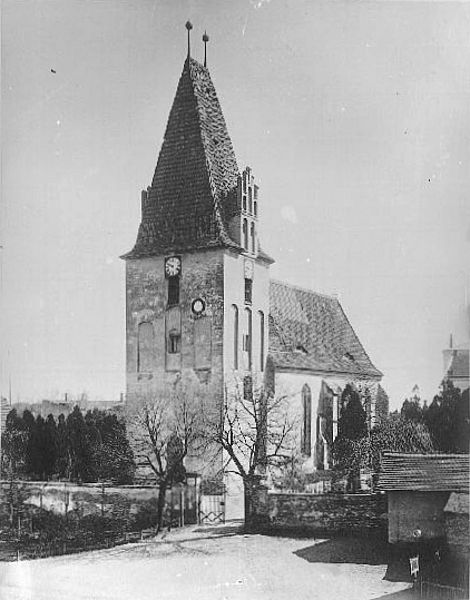
Die Kirche um 1900

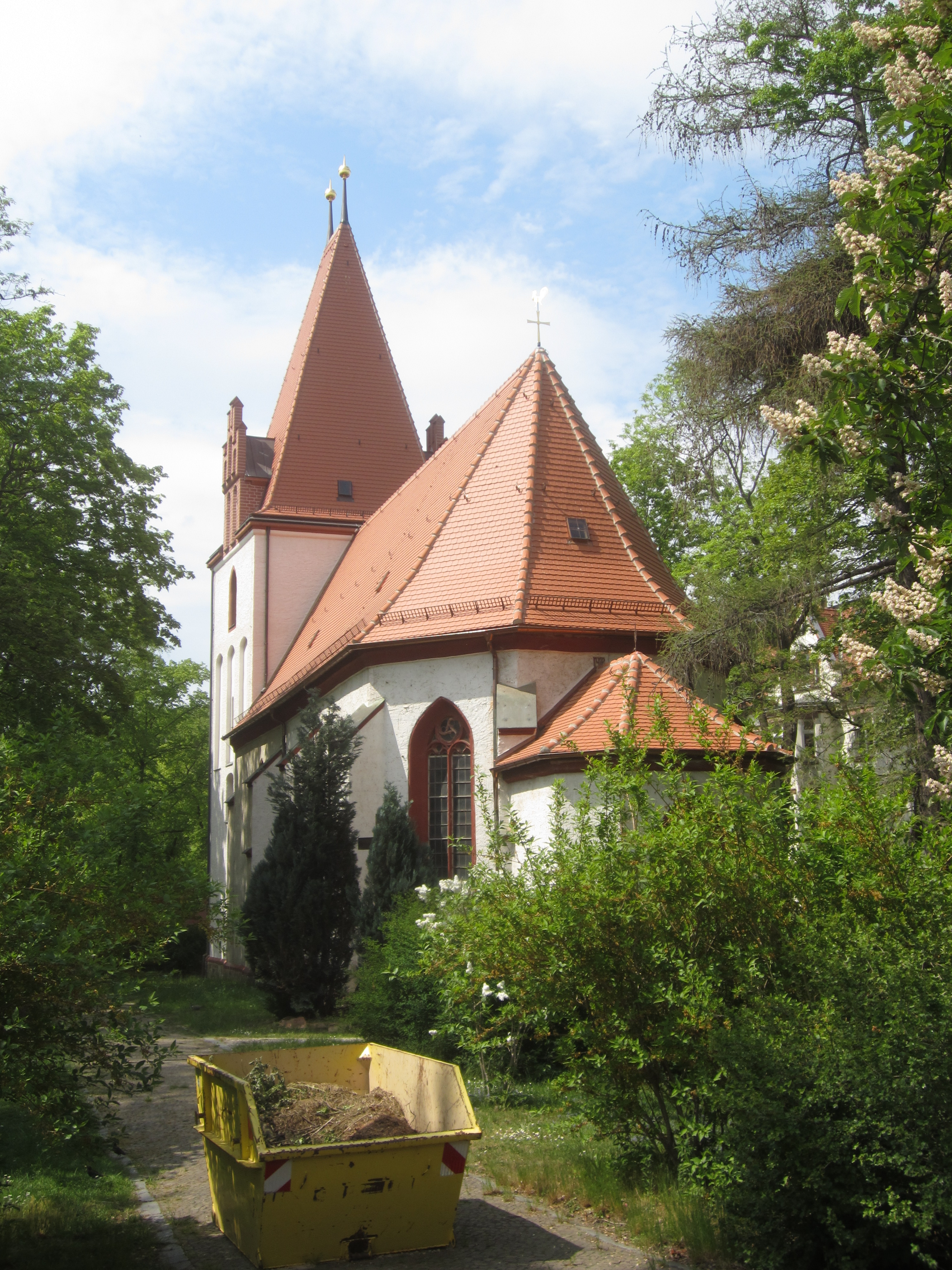
Ansicht von Osten (2020)

Die Christuskirche zu Eutritzsch in Leipzig ist der evangelische Kirchenbau in Leipzig-Eutritzsch. Die Kirche ist mehr als 700 Jahre alt und wurde um das Jahr 1500 umfassend umgestaltet. Sie steht in der Gräfestraße 16 und genießt Denkmalschutz.

## Geschichte
Die Kirche ist das älteste noch vorhandene Bauwerk in Eutritzsch. Der älteste Teil des Sakralbaus ist der romanische Kirchturm-Unterbau aus der Zeit wahrscheinlich vor 1381. Von 1489 bis 1503 wurde das Kirchenschiff im spätgotischen Stil durch Benedikt Eisenberg als Saalbau neu errichtet.
Optisch gleicht der Innenraum in etwa wieder dem Zustand von 1500, abgesehen von den nicht mehr vorhandenen Seitenemporen und Altären.
Der jetzige Marienaltar aus dem Jahr 1480 stammt aus der Kirche zu Machern. Er steht seit dem Jahr 1960 in Eutritzsch und wurde im Jahr 2002 aufwendig restauriert.
An der Südostseite der Kirche befindet sich ein Trostkreuz aus dem Jahr 1920, das den Gefallenen des Ersten Weltkriegs der Gemeinde Eutritzsch gedenkt.
An der Ostseite der Kirche ist unterhalb der Traufe der Schlussstein zu sehen, der in mittelalterlicher Schreibweise die Jahreszahl 1503 zeigt. Daher feierte im Jahr 2003 die Kirchgemeinde das 500-jährige Jubiläum der spätgotischen Umgestaltung der Kirche. Das Steinmetzzeichen BE im Scheitelpunkt des Kreuzgewölbes in der Turm-Eingangshalle belegt, dass Benedict Eisenberg den Bau betreut hat; er war auch an der spätgotischen Umgestaltung von Leipzigs Nikolaikirche beteiligt.

## Architektur
Die gotische Kirche weist Stil-Elemente aus Romanik, Renaissance, Barock und Historismus auf.
Um 1500 entstand der heutige Saalbau mit dreiseitig abgeschlossenem Chor, Rhomben-Netzgewölbe und Strebepfeilern. Der Kirchturm hat einen quadratischen Grundriss sowie ein steiles Walmdach, das Bauwerk Spitzbogenfenster sowie Maßwerk auf der Nordseite. 
Im Innenraum gibt es die Grabplatte von Pfarrer George Jenichen (* 1641 in Pirna, ab 1667 Pfarrer in Eutritzsch; † 1718 im 53. Amtsjahr); auf dem Kirchhof, dem früheren Friedhof, Grabmale.

## Orgel
Die heutige Orgel ist die fünfte seit der Barockzeit: Sie wurde von der Orgelfirma Eule (Bautzen) als Opus 584 geschaffen (2 Manuale, Pedal und 18 (6-7-5) Register) und am 1. Advent 1991 feierlich eingeweiht.
Aus der Orgelgeschichte
- 1736: Orgel von Zacharias Hildebrandt (I/10); 1847 von  Johann Gottlob Mende, Leipzig, erneuert; 1888 nach Blitzschlag von Gottfried Hildebrand, Leipzig, umgestaltet (II/13)
- 1909: Orgel-Neubau: Firma Schmidt & Berger (Nachfolger von Kreutzbach), Borna (II/20), durch Unbefugte irreparabel geschädigt

## Glocken
Das Geläut besteht aktuell (Stand: Februar 2021) aus vier Bronze-Glocken mit den Tönen:
- a′ +2 (unbekannter Gießer, 1480, unterer Durchmesser 983 mm, ca. 584 kg),
- e′ +2 (G. A. Jauck, 1834, unterer Durchmesser 1242 mm, ca. 1105 kg) sowie
- c′ +5 (1448 mm, 1743 kg) und
- f′ +3 (1060 mm, 684 kg; beide 1964 gegossen von der Glockengießerfamilie Schilling).[7]

## Kirchgemeinde
Seit 2021 steht die Christuskirchgemeinde Leipzig-Eutritzsch im Schwesterkirchverband mit der Versöhnungskirchgemeinde Leipzig-Gohlis, der Kirchgemeinde Podelwitz-Wiederitzsch, der Matthäuskirchgemeinde Leipzig-Nordost, der Kirchgemeinde Plaußig-Hohenheida und der Kirchgemeinde Taucha-Dewitz-Sehlis. Pfarrer ist Peter Amberg.
Geistliche der Kirchgemeinde
Die Internetseite pfarrerbuch.de listet für die Kirche die 1. Stellen (Pfarrer) und die 2. Stellen (Diakone) auf.
Pfarrer waren
- 1540 – Schwarm, Johann
- 1546 – Köhler, Matthäus
- 1550 – Schreier, Johann
- 1554 – Oethe, Andreas
- 1610 – Möstel, Wolfgang
- 1611 – Frölich, Christian
- 1613 – Schneider, Johann
- 1631 – Walther, Georg
- 1633 – Kretzschmar, Balthasar
- 1646 – Avenarius, Samuel d. J.
- 1667 – Jenichen, Georg
- 1718 – Kloß, Johann Jakob
- 1721 – Meinig, Christian Gottlieb
- 1727 – Schröer, Christoph
- 1734 – Küttner, Johann David
- 1769 – Beyer, Karl August
- 1779 – Einsiedel, Johann Georg
- 1783 – Schmidt, Christian Gottfried
- 1818 – Neumann, Friedrich August
- 1834 – Müller, Friedrich
- 1842 – Kunad, Christian Friedrich
- 1876–1883 – Berger, Albert
- 1883 – Kreher, Paul Ernst
- 1884 – Jäger, Gottfried Heinrich Gustav
- 1889 – Wagenknecht, Emil *Martin
- 1929 – Pohonč, Hermann Oskar Miron[11]
- 1936 – Weber, Johannes *Harald
- 1939 – Klemm, *Erich Martin
- 1956 – Naumann, Hans-Christoph
- 1960 – Dielkmann, Gerhard
- 1967 – Fehlberg, Jürgen
- 1975 – Wugk, Manfred[12]
- um 2003 – Thomas Müller
- aktuell (2021) – Peter Amberg